# Руут, Илари
Илари Руут (фин. Ilari Ruuth; род. 27 августа 1990) — финский футболист, игравший за клуб «Тампере Юнайтед» в Вейккауслиге (чемпионате Финляндии по футболу, то есть высшем футбольном дивизионе Финляндии.) Он также являлся членом сборной Финляндии по футболу до 19 лет. Руут играл на позиции левого защитника.

## Рекомендации
1. 1 2  Ilari Ruuth // Transfermarkt.com (мн.) — 2000.
2. 1 2  Ilari Ruuth // FBref.com (мн.)
3. ↑  I. Ruuth. Soccerway. Дата обращения: 4 января 2022. Архивировано 4 января 2022 года.